# Soap Lake (Washington)
Soap Lake è un comune degli Stati Uniti d'America, situato nella Contea di Grant (stato di Washington), sulle rive del lago omonimo.

## Storia
Soap Lake fu riconosciuta ufficialmente come città nel 1919. La sua storia è da sempre legata a quella del lago, le cui acque, ricche di minerali, hanno importanti proprietà terapeutiche, conosciute già dalle tribù indiane, che lo chiamavano smokiam, appunto "acque curative", e lo frequentavano per curare uomini e animali assai prima dell'arrivo dei pionieri bianchi.
Le proprietà curative del lago furono ben presto riconosciute e sfruttate anche dai coloni, e ai primi del Novecento Soap Lake era divenuta un'importante località di villeggiatura e stazione termale. La Grande depressione segnò una battuta d'arresto, a causa della contrazione dei flussi turistici e della siccità che aveva colpito il Soap Lake. Ma, dopo la costruzione della diga della Grand Coulee, i canali di irrigazione portarono nuova vita nella zona, che tornò ad essere un importante centro turistico e di cura termale-sanitaria.
Assolutamente particolare è la composizione delle acque del Soap Lake, ricche di minerali (se ne contano 23 tipi diversi) e divise in due strati, uno più liquido e l'altro più fangoso, dove si concentrano sostanze insolite e forme di vita microscopiche. I due strati non si mescolano tra loro, dando luogo ad un interessante esempio di lago meromittico. Per queste sue peculiari caratteristiche, il Soap Lake è da sempre oggetto di importanti studi e ricerche scientifiche.
Negli ultimi anni, l'amministrazione locale sta tentando di rilanciare il turismo legato alle proprietà termali e curative del lago. Esiste anche un progetto per costruire una gigantesca lampada di lava che dovrebbe divenire un'importante attrazione stradale.

## Geografia fisica
Soap Lake si trova al centro dello Stato di Washington, al termine di una serie di laghi che scorrono al centro della Bassa Grand Coulee.
Secondo lo United States Census Bureau la località ha una superficie di 3,1 km², interamente costituiti da terra. La sua altitudine è di circa 409 m sul livello del mare.

## Società

### Evoluzione demografica
In base al censimento statunitense del 2000, la popolazione di Soap Lake era di 1.733 abitanti. Nel 2006, fu stimata una popolazione di 1.866 persone, un aumento di 133 (7,7%).